# أليكس بورجوازي
أليكس بورجوازي هو مبارز بالسيف بلجيكي، (و. 1914  م).

## وصلات خارجية
- أليكس بورجوازي على موقع أوليمبيديا (الإنجليزية)